# Exochomoscirtes
Exochomoscirtes – rodzaj chrząszczy z rodziny wyślizgowatych. Obejmuje 46 opisanych gatunków. Zamieszkuje krainę orientalną i australijską, największą różnorodność osiągając w Azji Południowo-Wschodniej. Larwy i owady dorosłe zasiedlają drobne zbiorniki wodne utworzone w roślinach (fitotelmy). Tylne odnóża owadów dorosłych są skoczne.

## Morfologia

### Owad dorosły
Chrząszcze o niemal okrągłym do podługowato-owalnego ciele, osiągającym od 2,2 do 5,9 mm długości. Długość ciała jest od 1,1 do 1,5 raza większa niż szerokość, a jego wypukłość może być od średniej do silnej. Wierzch ciała jest wyraźnie punktowany i porośnięty półwzniesionymi szczecinkami. Ubarwienie pokryw może być jednolicie żółtobrązowe do czarniawobrązowego lub zawierać plamy barwy żółtej, pomarańczowej bądź czerwonej.
Głowa jest około dwukrotnie szersza niż dłuższa, ma silnie zredukowane policzki i bardzo krótkie skronie. Duże, wyłupiaste, zbudowane z drobnych omatidiów oczy złożone sięgają niemal listewek podpoliczkowych, które to w tyle przechodzą w delikatnie zaznaczone żeberko potyliczne. Poprzeczny nadustek nie jest oddzielony szwem od czoła. Czułki są nitkowate lub delikatnie piłkowane, zbudowane z jedenastu członów. Poprzeczna warga górna ma przednią krawędź ściętą lub lekko wykrojoną. Prawie trójkątne żuwaczki mają jednozębne wierzchołki, dobrze zaznaczone mole i pozbawione są prostek. Głaszczki szczękowe są silnie rozszerzone u samic i słabiej rozszerzone u samców, ich ostatni człon jest toporowaty. Warga dolna ma poprzecznie półowalną bródkę, wąski i u szczytu rozszerzony języczek oraz przedostatni człon głaszczków wargowych rozszerzony, skośnie ścięty i z członem ostatnim osadzonym bocznie.
Trapezowate, ponad dwukrotnie szersze niż długie, najszersze w tyle przedplecze ma prostą krawędź przednią, trójkątnie rozpłaszczone kąty przednie, proste boczne brzegi oraz ostre lub proste kąty tylne. Przedplecze nakrywa częściowo głowę.
Płaska tarczka ma zarys trójkąta równobocznego. Przedpiersie ma wąski, blaszkowaty wyrostek o zaokrąglonym i drobno oszczeconym wierzchołku. Pokrywy mają dobrze zaznaczone barki i często rozpłaszczone boczne krawędzie. Podgięcia pokryw są na przedzie szerokie i regularnie zwężają się aż po sam ich wierzchołek. Na powierzchni pokryw brak jest rzeźby, a punktowanie jest bezładne. Bardzo krótkie śródpiersie wypuszcza dwukrotnie dłuższy niż szeroki wyrostek o prawie równoległych bokach i dwupłatowej tylnej ⅓. Odnóża są dość krótkie i szerokie, zaopatrzone w dobrze wykształcone ostrogi na goleniach. Tylna para odnóży jest skoczna; jej uda są od 4 do 5 razy szersze niż golenie, a stopy zmodyfikowane. Biodra tylnych odnóży stykają się na całej ich pośrodkowej długości.
Odwłok jest spłaszczony, szerszy niż długi, często ze szczątkowym kilem na pierwszym z widocznych sternitów (wentrycie). Ósmy sternit samca jest szeroko U-kształtny lub poprzecznie prostokątny, zaś u samicy podzielony na parę trójkątnych sklerytów. Dziewiąty sternit samca dzieli się na parę hemisternitów z kępkami szczecinek na szczytach. Genitalia samca mają trójdzielny tegmen o poprzecznej nasadzie i długich, na szczycie rozszerzonych lub haczykowatych paramerach. Edeagus jest spłaszczony grzbietobrzusznie, zaopatrzony w małe prącie, delikatne i nitkowate parameroidy oraz trójkątną, owalną lub gruszkowatą palę. Genitalia samicy mają bardzo długie pokładełko, wydłużone i porośnięte sterczącymi szczecinkami gonokoksyty, dwie kępki szczecinek na gonostylikach, rurkowaty i silnie zesklerotyzowany prehensor oraz parę symetrycznych, podługowatych sklerytów w torebce kopulacyjnej.

### Larwa
Larwa opisana została tylko u jednego gatunku. Osiąga około 10 mm długości i ma brązowe ubarwienie z jaśniejszymi odnóżami i spodem ciała. Poprzeczna głowa ma krótkie szczecinki na bocznych brzegach, dwie pary oczek larwalnych po bokach i długie, sięgające drugiego segmentu odwłoka czułki o biczykach podzielonych na około 120 członów. Niewiele dłuższa niż szeroka warga górna ma wyraźnie wystające płaty brzuszne z krótkimi szczecinkami na grzbiecie i długimi na przedzie. Nadgębie ma na wierzchołkach płatów brzusznych parę długich szczecin grzebykowatych i cztery pary szczecinek krótkich i grubych. Żuwaczki są niezmodyfikowane. Długie i wąskie głaszczki szczękowe budują cztery człony, z których przedostatni ma trzy pary jajowatych narządów zmysłowych na spodzie, a ostatni pojedynczy narząd zmysłowy na szczycie. Niewiele dłuższe niż szerokie podgębie ma kilowaty skleryt z sześcioma narządami zmysłowymi u nasad szczecin grzebykowatych. Tułów ma długie szczeciny na bocznych krawędziach i największą szerokość osiąga na wysokości śródtułowia. Dość krótkie odnóża mają po dwie krótkie szczecinki i drobne kolce na tarsungulum. Odwłok ma na bokach krótkie szczecinki i stopniowo zwęża się ku tyłowi. Na bokach trapezowatego ósmego tergitu szczecinki są kolcowate. Grzebykowate szczecinki występują na przednio-brzusznej krawędzi łukowatego tergitu dziewiątego oraz na tylnej krawędzi półkolistego sternitu dziewiątego.

## Ekologia i występowanie
Biologia tych owadów jest słabo poznana. Larwy i imagines zasiedlają drobne zbiorniki wodne utworzone w roślinach (fitotelmy). Znajdowano je m.in. w zalanych dziuplach i międzywęźlach bambusów. Larwy potrafią występować w takich siedliskach w bardzo dużym zagęszczeniu.
Rodzaj głównie orientalny, z centrum zasięgu w Azji Południowo-Wschodniej. Jego przedstawiciele są znani z Nepalu, Indii, Sri Lanki, Mjanmy, Kambodży, Tajlandii, Laosu, Wietnamu, Wysp Yaeyama, Malezji, Filipin (w tym z Palawanu), Indonezji (w tym z Sumatry, Borneo, Jawy, Celebesu i Bali), Papui-Nowej Gwinei oraz Australii (z Terytorium Północnego i północnego Queenslandu, w tym Fitzroy Island). Najbogatszą faunę ma Borneo – do 2010 roku z wyspy tej wykazano 13 gatunków.

## Taksonomia
Rodzaj ten wprowadzony został w 1916 roku przez Maurice’a Pica. Nazwa to połączenie nazwy nominatywnego rodzaju rodziny, Scirtes, z nazwą rodzajową podobnej pokrojem ciała biedronki, Exochomus. W 2010 roku Rafał Ruta i Hiroyuki Yoshitomi dokonali jego rewizji, opisując liczne nowe gatunki i wyznaczając Exochomoscirtes binotatus gatunkiem typowym. Duży wkład w poznanie różnorodności rodzaju w XXI wieku wnieśli także Bernard Klausnitzer i Peter Zwick.
Do rodzaju tego należy 46 opisanych gatunków:

- Exochomoscirtes arunachalensis Ruta et Yoshitomi, 2010
- Exochomoscirtes bezdeki Ruta et Yoshitomi, 2010
- Exochomoscirtes basipunctatus Ruta et Yoshitomi, 2010
- Exochomoscirtes bimaculatus Pic, 1916
- Exochomoscirtes binotatus Pic, 1916
- Exochomoscirtes bipustulatus (Champion, 1918)
- Exochomoscirtes buechei Ruta et Yoshitomi, 2010
- Exochomoscirtes cambodiensis Ruta et Yoshitomi, 2010
- Exochomoscirtes carinensis Ruta, 2011
- Exochomoscirtes chiangmaiensis Ruta, 2011
- Exochomoscirtes ceylonicus Ruta et Yoshitomi, 2010
- Exochomoscirtes decemguttatus (Champion, 1918)
- Exochomoscirtes dilaticornis Ruta et Yoshitomi, 2010
- Exochomoscirtes discoidalis (Pic, 1918)
- Exochomoscirtes ephippiatus (Champion, 1918)
- Exochomoscirtes fuscus Zwick, 2011
- Exochomoscirtes globosus Ruta et Yoshitomi, 2010
- Exochomoscirtes hajeki Ruta, 2011
- Exochomoscirtes heinrichdathei Klausnitzer, 2010
- Exochomoscirtes herthae Klausnitzer, 2010
- Exochomoscirtes holgerdathei Klausnitzer, 2010
- Exochomoscirtes jaechi Ruta et Yoshitomi, 2010
- Exochomoscirtes klausnitzeri Ruta et Yoshitomi, 2010
- Exochomoscirtes longispinus Ruta et Yoshitomi, 2010
- Exochomoscirtes luteosuturalis Ruta et Yoshitomi, 2010
- Exochomoscirtes luteosuturaloides Ruta et Yoshitomi, 2010
- Exochomoscirtes maculatus (Waterhouse, 1880)
- Exochomoscirtes meghalayensis Ruta et Yoshitomi, 2010
- Exochomoscirtes nahangensis Ruta et Yoshitomi, 2010
- Exochomoscirtes niger Zwick, 2011
- Exochomoscirtes nigromarginatus Ruta et Yoshitomi, 2010
- Exochomoscirtes nipponicus Ruta et Yoshitomi, 2010
- Exochomoscirtes palawanicus Zwick, 2011
- Exochomoscirtes pectinatus Ruta et Yoshitomi, 2010
- Exochomoscirtes picturatus Ruta et Yoshitomi, 2010
- Exochomoscirtes quadripartitus Ruta et Yoshitomi, 2010
- Exochomoscirtes retusus (Champion, 1918)
- Exochomoscirtes rufomaculatus Pic, 1916
- Exochomoscirtes ruforotundus (Watts, 2004)
- Exochomoscirtes rutai Klausnitzer, 2010
- Exochomoscirtes serricornis Ruta et Yoshitomi, 2010
- Exochomoscirtes sondaicus Klausnitzer, 2010
- Exochomoscirtes sphaericus (Champion, 1918)
- Exochomoscirtes takizawai Ruta et Yoshitomi, 2010
- Exochomoscirtes tetrastigma (Champion, 1918)
- Exochomoscirtes thailandicus Ruta et Yoshitomi, 2010